# Твоокер (футбольний клуб)
«Твоокерс» ІФ (швед. Tvååkers Idrottsförening) — шведський футбольний клуб із містечка Твоокер у комуні Варберг. 

## Історія
Заснований 15 квітня 1920 року. 
В Аллсвенскан не виступав. У сезоні 2024 року виступає у Еттан (3-й лізі).

## Досягнення
Чемпіонат Швеції:
- Дивізіон 1 (3-я ліга), група Південь: 4-е місце (2018).